# Betty Goret
Pour les articles homonymes, voir Goret.
Betty Goret, née le 19 juillet 1949 à Sinceny, est une footballeuse française évoluant au poste de milieu de terrain.

## Carrière

### Carrière en club
Betty Goret évolue de 1971 à 1975 au Stade de Reims ; elle y remporte le Championnat de France  en 1975.

### Carrière en sélection
Betty Goret compte trois sélections en équipe de France entre 1971 et 1973. 
Elle honore sa première sélection en équipe nationale le 17 avril 1971, en amical contre les Pays-Bas (victoire 4-0). Elle joue son dernier match le 31 mai 1973, en amical contre la Suisse (défaite 3-5).

## Palmarès
- Championne de France en 1975 avec le Stade de Reims